# Temples of Ice
Temples Of Ice – siódmy album studyjny prekursorów black metalu, grupy Venom. Na płycie znalazł się cover Deep Purple, „Speed King”.

## Lista utworów
1. „Tribes” – 3:44
2. „Even in Heaven” – 3:57
3. „Trinity MCMXLV 0530” – 3:33
4. „In Memory of (Paul Miller 1964–90)” – 4:17
5. „Faerie Tale” – 4:21
6. „Playtime” – 3:18
7. „Acid” – 4:13
8. „Arachnid” – 2:42
9. „Speed King” (cover Deep Purple) – 3:31
10. „Temples of Ice” – 6:44

## Twórcy
- Tony „Demolition Man” Dolan – wokale, bas
- Mantas – gitara elektryczna
- Al Barnes – gitara elektryczna
- Anthony „Abaddon” Bray – perkusja